# Uryadovy Kuryer
Uryadovy Courier (en ucraniano: Урядовий кур'єр, literalmente ‘mensajero gubernamental’) es el diario nacional publicado por el órgano ejecutivo de Ucrania.

## Historia y perfil
Fundado en 1990, Uryadovy Courier se publica en ucraniano y se encuentra constantemente entre los tres principales periódicos. El primer editor jefe fue Mykhailo M. Soroka. El actual editor jefe de Uryadovy Courier es Sergii Braga. Está dirigido a lectores políticos y empresariales y las agencias de noticias Reuters y Bloomberg lo utilizan como fuente.
El Correo cubre los acontecimientos políticos, económicos, culturales y deportivos en Ucrania y en todo el mundo. Sin embargo, el periódico se centra principalmente en el trabajo del Presidente y el Gabinete de Ministros de Ucrania. Como publicación oficial, El Correo dispone de información exclusiva de primera mano procedente de fuentes gubernamentales. Los decretos presidenciales y ministeriales se publican a través del periódico, así como las leyes más importantes aprobadas por el Rada Suprema.
En 1994 Courier tenía una tirada de 190.770 ejemplares. Fueron 202.750 ejemplares en 1995 y 175.296 ejemplares en 1996. Se produjeron 153.624 ejemplares en 1997 y 146.793 ejemplares en 1998.  La tirada del periódico en 1999 fue de 128.256 ejemplares.

## Enlaces
- Diario oficial
- Gaceta Oficial de la República Italiana
- Gaceta Oficial de Panamá
- Boletín Oficial del Estado
- Registro Federal (Estados Unidos)
- Registro Oficial de Ecuador